# Kivik Art Centre

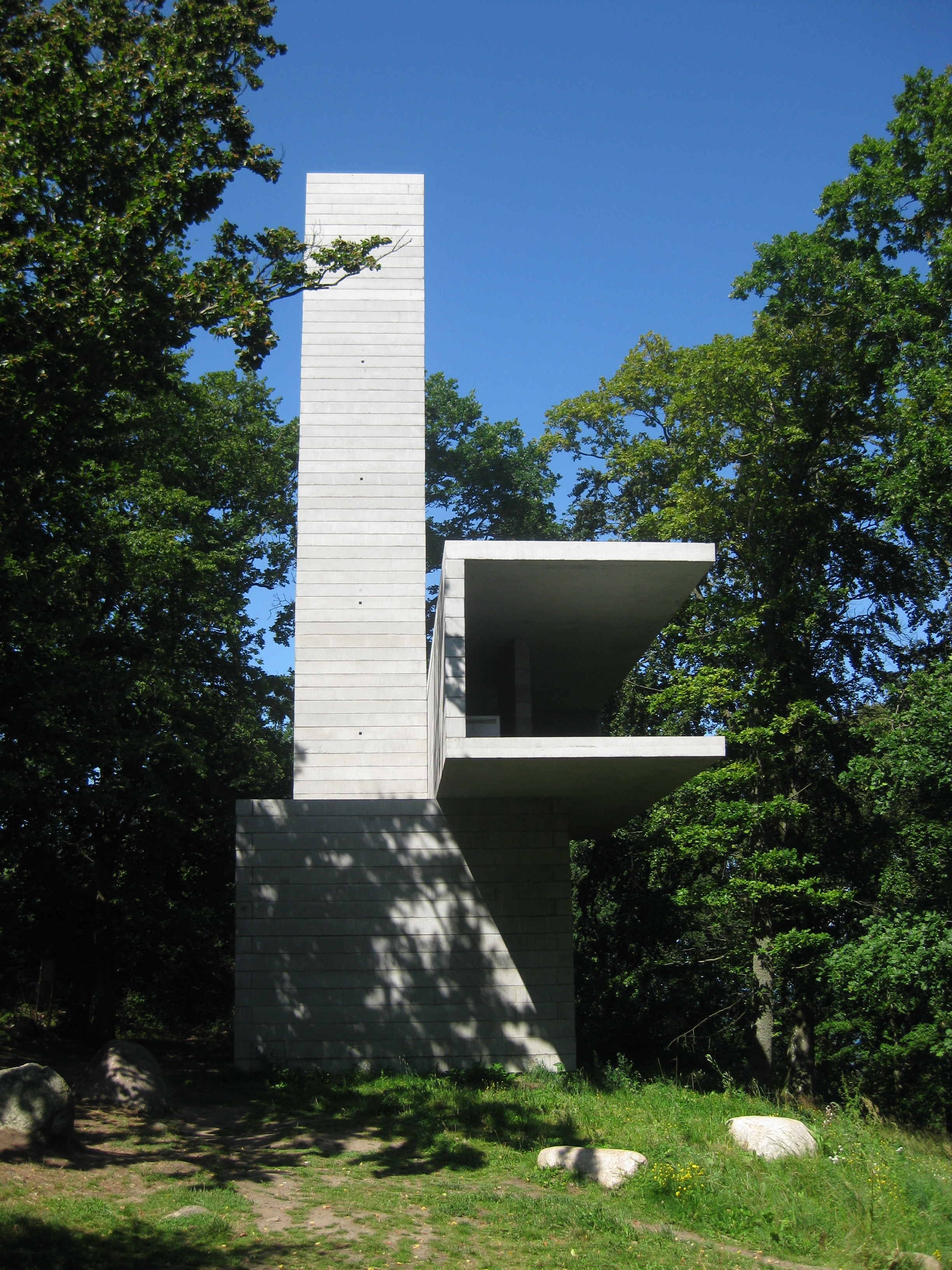
Sculpture for an objective experience of architecture, paviljong i betong av David Chipperfield och Antony Gormley

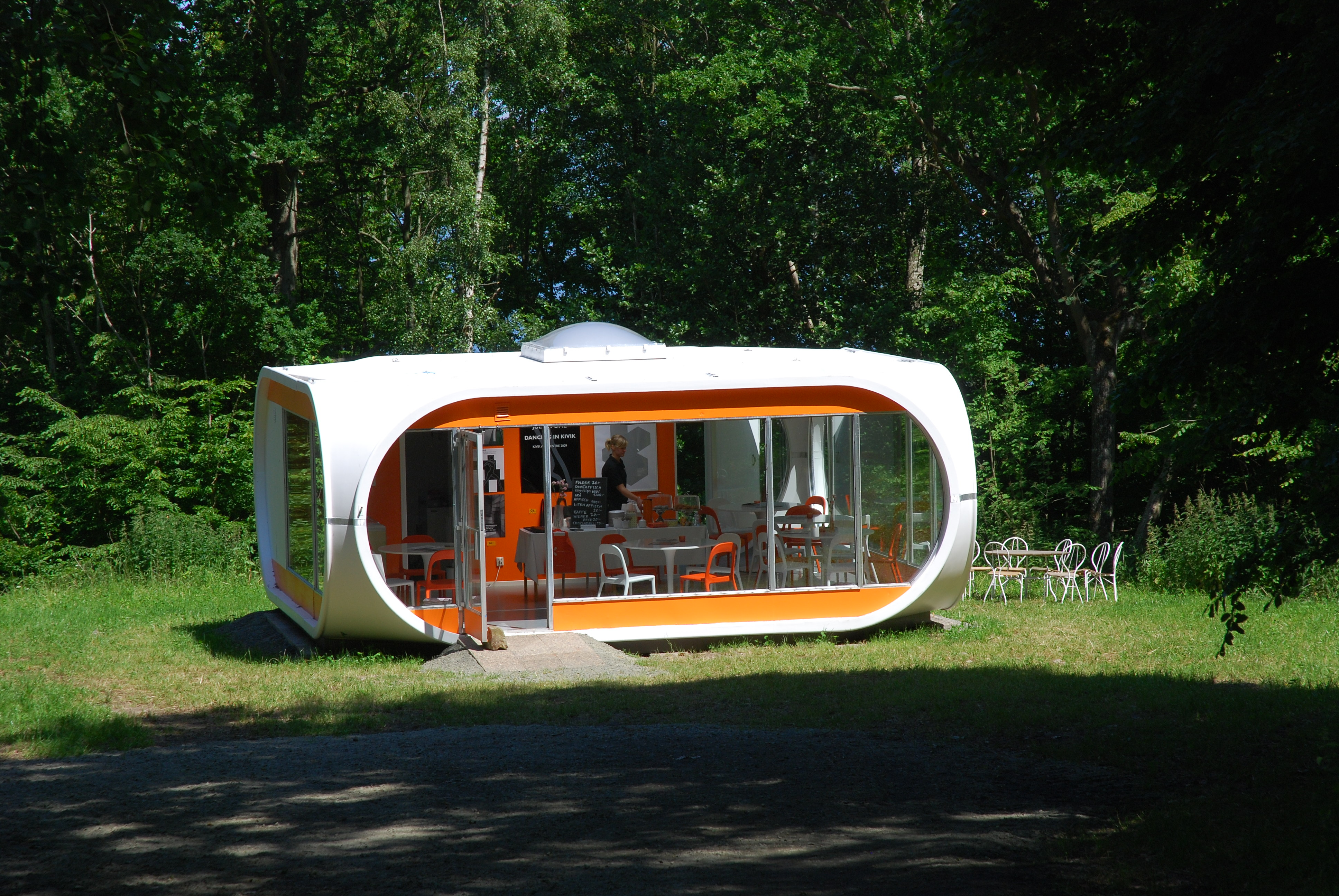
Venturo-huset av Matti Suuronen

Kivik Art Centre är en stiftelse som arbetar inom skärningspunkten skulptur, arkitektur, natur och bedriver utställningsverksamhet i Kivik.
Stiftelsen bildades i juli 2006 med syfte att starta ett konst- och kulturcentrum vid Bergdala gård, på Lilla Stenshuvud fem kilometer söder om Kivik på Österlen. För projektkonceptet står Sune Nordgren och Thomas Kjellgren, tidigare chef för Kristianstads konsthall.
Utställningsverksamheten startade 2007 i form av sommarutställningar i det fria av arkitektur och skulptur. Från 2024 har verksamheten flyttat till den närbelägna Svabesholms kungsgård.

## Permanenta verk
- Moderskeppet (2007–2011), utställningspaviljong i betong av norska arkitektfirman Snøhetta och fotografen Tom Sandberg
- Viewfinder och Photoboxes av arkitektfirman Snøhetta och fotografen Tom Sandberg.
- Sculpture for an objective experience of architecture (2008), 18 meter hög paviljong/skulptur i betong av arkitekten David Chipperfield och skulptören Antony Gormley[2]
- Venturo-huset av Matti Suuronen (1971), använt som informationsbyggnaden.
- Refugium, paviljong i ljus betong och massivt trä av Petra Gipp (2010), med ljudinstallationen Illusion av Kim Hedås (2011)
- Himlatrappan av Gert Wingårdh (2013)
- 9 towers for Jene, närmare 4 000 vita betongblock, av Sol LeWitt (2018)
- Bibliotheca – arkeologiskt bibliotek, cirkelformat konstverk i tegel av Ulla Viotti (2019)

## Rättstvist
Konstverken uppfördes utan bygglov på basis av Simrishamns kommuns bedömning att de inte är byggnader. I en rättsprocess med grannen Ulf Lundell har olika instanser bedömt verkens karaktär olika. Våren 2011 skrev ett antal arkitekter och konstnärer under ett upprop, där de hävdar att "om utslaget [av Kammarrätten i april 2011 att betrakta konstverken som byggnader]  även i högsta rättsliga instans skulle bli sådant att konstverket inte kan stå kvar, skulle vi se det som ett allvarligt övergrepp mot den konstnärliga friheten och ett mycket allvarligt prejudikat som kan omintetgöra liknande kulturella ambitioner i framtiden.
Kammarrätten  avgjorde det omstridda verket som tillståndspliktig byggnad våren 2011 och Högsta förvaltningsdomstolen lät senare detta stå. Simrishamns kommun har därefter gett ett tillfälligt bygglov, vilket upphävts av länsstyrelsen i Skåne län i slutet av 2013. Det beslutet överklagades av Kivik Art Centre, vilken överklagan avslogs av Mark- och miljödomstolen i mars 2014.
I mars 2016 avkunnades dom i ärendet, varvid Simrishamns kommun vann. Denna dom stod sig även i Mark- och miljööverdomstolen, som avgav domslut i februari 2017.

## Litteratur

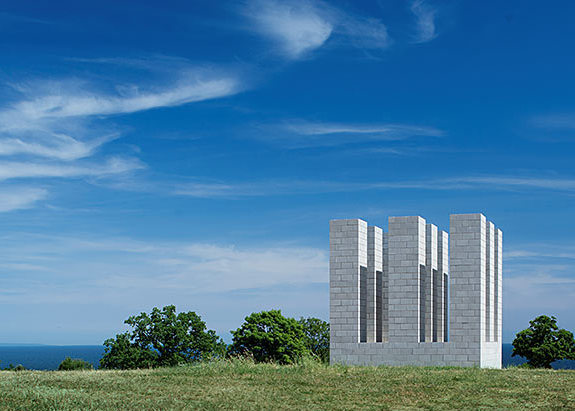
'Nine Towers (for Jene)' av Sol LeWitt